# 15e étape du Tour d'Espagne 2007

La 15e étape du Tour d'Espagne 2007 eut lieu le 16 septembre. Le parcours de 205 kilomètres relie Villacarrillo à Grenade.

## Récit
Cette étape exigeante emmène les 157 coureurs sur les terres andalouses, de Villacarrillo à Grenade.
Un groupe de 20 coureurs s'échappe après une heure de course, dans une première ascension non référencée, mais tout de même suffisamment difficile pour que plusieurs grimpeurs confirmés parviennent à faire la différence. On retrouve ainsi, entre autres, dans ce groupe : Jurgen Van Goolen, David López García, Íñigo Cuesta, Franco Pellizotti, Chris Anker Sørensen, Mario Aerts, Damiano Cunego (entouré de 3 coéquipiers), Haimar Zubeldia, Paolo Bettini, Ludovic Turpin.
Après avoir compté plus de 4 minutes d'avance entre les deux premières côtes (toutes deux de 3e catégorie), les échappés voient revenir le peloton sur les pentes de l'Alto de Monachil. Seul Cunego, d'abord accompagné de Lopez Garcia, puis seul, parvient à se maintenir à l'avant. Manuel Beltrán, qui s'est extrait du groupe des leaders, le rejoint et le laisse très vite sur place, pour passer en tête au sommet de cette côte de 1re catégorie. Derrière, malgré les accélérations de Carlos Sastre, les principaux leaders demeurent groupés. Seul Samuel Sánchez parvient à s'échapper, puis plus tard Carlos Barredo suivi d'Igor Antón.
Dans la descente, Sanchez reprend Cunego, puis revient sur Beltran à moins de 10 kilomètres de l'arrivée. Les deux hommes résistent à leurs poursuivants et se disputent l'étape. Sans surprise, Sanchez domine son adversaire au sprint, remportant sa 3e victoire d'étape sur la Vuelta, après celles de 2005 et 2006.

## Classement de l'étape
| \| 1. \| Samuel Sánchez \| \| en \| 4 h 45 min 59 s \| \| 2. \| Manuel Beltrán \| \| + \| \| \| 3. \| Carlos Barredo \| \| \| 24 s \| \| 4. \| Igor Antón \| \| \| \| \| 5. \| Daniel Moreno \| \| \| 41 s \| \| 6. \| Damiano Cunego \| \| \| \| \| 7. \| Vladimir Efimkin \| \| \| \| \| 8. \| Cadel Evans \| \| \| \| \| 9. \| Denis Menchov \| \| \| \| \| 10. \| Luis Pérez Rodríguez \| \| \| \| |                      |  |    |                 |
| 1. | Samuel Sánchez       |  | en | 4 h 45 min 59 s |
| 2. | Manuel Beltrán       |  | +  |                 |
| 3. | Carlos Barredo       |  |    | 24 s            |
| 4. | Igor Antón           |  |    |                 |
| 5. | Daniel Moreno        |  |    | 41 s            |
| 6. | Damiano Cunego       |  |    |                 |
| 7. | Vladimir Efimkin     |  |    |                 |
| 8. | Cadel Evans          |  |    |                 |
| 9. | Denis Menchov        |  |    |                 |
| 10. | Luis Pérez Rodríguez |  |    |                 |

## Classement général
| \| 1. \| Denis Menchov \| \| en \| 62 h 32 min 27 s \| \| 2. \| Vladimir Efimkin \| \| + \| 2 min 01 s \| \| 3. \| Cadel Evans \| \| \| 2 min 27 s \| \| 4. \| Carlos Sastre \| \| \| 3 min 02 s \| \| 5. \| Samuel Sánchez \| \| \| 4 min 01 s \| \| 6. \| Ezequiel Mosquera \| \| \| 4 min 35 s \| \| 7. \| Manuel Beltrán \| \| \| 5 min 15 s \| \| 8. \| Vladimir Karpets \| \| \| 6 min 17 s \| \| 9. \| Carlos Barredo \| \| \| 6 min 22 s \| \| 10. \| Igor Antón \| \| \| 7 min 41 s \| |                   |  |    |                  |
| 1. | Denis Menchov     |  | en | 62 h 32 min 27 s |
| 2. | Vladimir Efimkin  |  | +  | 2 min 01 s       |
| 3. | Cadel Evans       |  |    | 2 min 27 s       |
| 4. | Carlos Sastre     |  |    | 3 min 02 s       |
| 5. | Samuel Sánchez    |  |    | 4 min 01 s       |
| 6. | Ezequiel Mosquera |  |    | 4 min 35 s       |
| 7. | Manuel Beltrán    |  |    | 5 min 15 s       |
| 8. | Vladimir Karpets  |  |    | 6 min 17 s       |
| 9. | Carlos Barredo    |  |    | 6 min 22 s       |
| 10. | Igor Antón        |  |    | 7 min 41 s       |

## Classements annexes
| Classement | Coureur           | Total             |
| ---------- | ----------------- | ----------------- |
| points     | Paolo Bettini     | 101 pts           |
| montagne   | Jurgen Van Goolen | 78 pts            |
| combiné    | Denis Menchov     | 7 pts             |
| équipe     | Caisse d'Épargne  | 187 h 39 min 22 s |